# Aresches
Aresches ist eine französische Gemeinde in der Region Bourgogne-Franche-Comté, im Département Jura. Sie gehört zum Arrondissement Dole und zum Kanton Arbois. Der Ort hat 27 Einwohner (Stand 1. Januar 2022).

## Geografie
Aresches liegt auf 705 m, südlich von Salins-les-Bains und etwa 18 Kilometer nördlich der Stadt Champagnole (Luftlinie). Das Bauerndorf erstreckt sich im Jura, auf dem ersten Juraplateau, hoch über dem Erosionstal der Furieuse.
Die Fläche des 4,76 km² großen Gemeindegebiets umfasst einen Abschnitt des französischen Juras. Der Hauptteil des Gebietes wird von der Hochfläche des Juraplateaus eingenommen, das durchschnittlich auf 700 m liegt und teils von Acker- und Wiesland, teils von Wald bestanden ist. Das Plateau besitzt keine oberirdischen Fließgewässer, weil das Niederschlagswasser im verkarsteten Untergrund versickert. Nach Südosten erstreckt sich das Gemeindeareal in das Waldgebiet des Bois de la Foye. Mit 736 m wird auf einer Kuppe in diesem Wald die höchste Erhebung von Aresches erreicht. Die westliche Abgrenzung verläuft meist entlang der Oberkante des teils von Felswänden durchzogenen Steilhangs, der zum tief eingeschnittenen Tal der Furieuse abfällt. 
Nachbargemeinden von Aresches sind Thésy im Norden, Lemuy im Osten, Andelot-en-Montagne im Süden sowie Pont-d’Héry im Westen.

## Geschichte
Erstmals urkundlich erwähnt wird Aresches bereits im Jahr 941 unter dem Namen Arecii; von 1246 ist die Bezeichnung Aresche überliefert. Der Ortsname geht auf das französische Wort arracher (ausreißen) zurück und bezeichnet eine gerodete Fläche. Aresches, das im Mittelalter eine eigene kleine Herrschaft bildete, wurde 1595 durch Truppen des Königs Heinrich IV. zerstört. Das Dorf Sercenne wurde 1649 (damals größer als Aresches) unter der Schuttmasse eines Erdrutsches begraben. Zusammen mit der Franche-Comté gelangte Aresches mit dem Frieden von Nimwegen 1678 an Frankreich. Aresches gehörte von 1826 bis 1950 zur Gemeinde Moutaine, seither bildet es wieder eine selbständige Gemeinde.

## Sehenswürdigkeiten

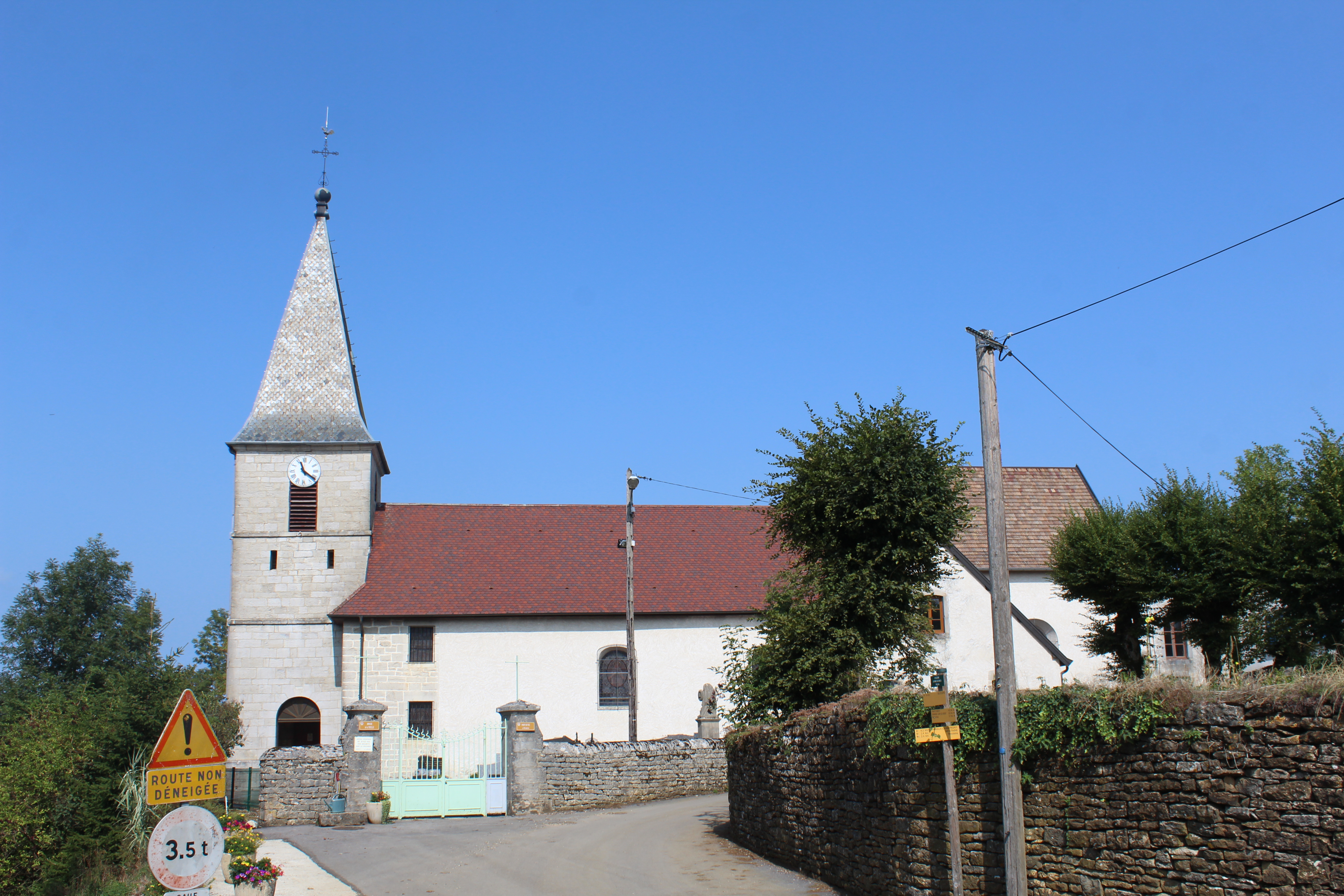
Kirche Saint-Millan

Die Dorfkirche Saint-Millan in Aresches wurde im 16. Jahrhundert erbaut. Der Chor stammt aus dem 17. Jahrhundert, und der Glockenturm wurde im 19. Jahrhundert errichtet. Das Gotteshaus besitzt eine bemerkenswerte Ausstattung.

## Bevölkerungsentwicklung
| Jahr                       | 1962 | 1968 | 1975 | 1982 | 1990 | 1999 | 2011 | 2017 |
| -------------------------- | ---- | ---- | ---- | ---- | ---- | ---- | ---- | ---- |
| Einwohner                  | 72   | 52   | 41   | 44   | 51   | 50   | 40   | 32   |
| Quellen: Cassini und INSEE |      |      |      |      |      |      |      |      |

Mit 27 Einwohnern (Stand 1. Januar 2022) gehört Aresches zu den kleinsten Gemeinden des Départements Jura. Nachdem die Einwohnerzahl in der ersten Hälfte des 20. Jahrhunderts markant abgenommen hatte, wurden seit Beginn der 1970er Jahre nur noch geringe Schwankungen verzeichnet.

## Wirtschaft und Infrastruktur
Aresches war bis weit ins 20. Jahrhundert hinein ein vorwiegend durch die Landwirtschaft und die Forstwirtschaft geprägtes Dorf. Noch heute leben die Bewohner zur Hauptsache von der Tätigkeit im ersten Sektor. Außerhalb des primären Sektors gibt es nur wenige Arbeitsplätze im Dorf. Einige Erwerbstätige sind Wegpendler, die in den größeren Ortschaften der Umgebung ihrer Arbeit nachgehen.
Die Ortschaft liegt abseits der größeren Durchgangsstraßen, ist aber von der Hauptstraße D467, die von Salins-les-Bains nach Champagnole führt, leicht erreichbar. Weitere Straßenverbindungen bestehen mit Pont-d’Héry, Thésy und Andelot-en-Montagne.